# Asterionella
Genre
Asterionella est un genre de la famille des Tabellariaceae, algues diatomées de l'embranchement des Bacillariophyta.

## Liste d'espèces
Selon AlgaeBase (13 août 2017) :
- Asterionella africana Cholnoky ;
- Asterionella antiqua F.Héribaud-Joseph & M.Peragallo (sans vérification) ;
- Asterionella bleakeleyi W.Smith ;
- Asterionella candelabrum Manguin ;
- Asterionella cleveana O'Meara ;
- Asterionella contorta J.R.Carter & P.Denny (sans vérification) ;
- Asterionella edlundii Stoermer & Pappas ;
- Asterionella formosa Hassall- type ;
- Asterionella inflata Heib. ;
- Asterionella madagascariensis Manguin ;
- Asterionella mediterranea (Pavillard) R.Margalef (sans vérification) ;
- Asterionella notata Grunow ex Van Heurck ;
- Asterionella ralfsii W.Smith ;
- Asterionella thomassonii A.Nauwerck.

Selon NCBI (13 août 2017) :
- Asterionella formosa ;
- Asterionella glacialis ;
- Asterionella japonica ;
- Asterionella ralfsii.

Selon World Register of Marine Species (13 août 2017) :
- Asterionella africana Cholnoky, 1958
- Asterionella antiqua Héribaud & M. Peragallo in Héribaud, 1902
- Asterionella bleakeleyi W.Smith, 1856
- Asterionella candelabrum Manguin
- Asterionella canina Smejev, 1872
- Asterionella cleviana O'Meara, 1874
- Asterionella contorta Carter & Denny, 1987
- Asterionella costata ‘Cleve’ according to H. Körner, 1970
- Asterionella edlundii Stoermer & Pappas in Pappas & Stoermer, 2003
- Asterionella flavor Edwards, 1897
- Asterionella formosa Hassall, 1850
- Asterionella gracilioides
- Asterionella gracilis Formin, 1900
- Asterionella gracilloides
- Asterionella inflata Heib., 1863
- Asterionella krusadiana F. Thivy, 1949
- Asterionella madagascariensis Manguin
- Asterionella mediterranea (Pavillard) Margalef, 1957
- Asterionella notata Grunow ex Van Heurck, 1881
- Asterionella pusilla Tynni, 1994
- Asterionella ralfsii W.Smith, 1856
- Asterionella roperii ‘De Toni’, 1892
- Asterionella roperii ‘W. Smith’ according to H. Körner, 1970
- Asterionella spathulifera Cleve, 1897
- Asterionella synedraeformis Greville, 1865
- Asterionella thomassonii Nauwerck, 1978
- Asterionella vinaninkarenae Manguin, 1949
- Asterionella zasuminensis (Cabejszekowna) Lundh-Almestrand, 1954
- Asterionella zigzagostellata Elenkin, 1914